# Tatyana Ali
Tatyana Ali est une actrice et chanteuse de R'n'B américaine née le 24 janvier 1979 à North Bellmore (États-Unis).

## Biographie
Tatyana Ali est la fille aînée de Shérif Ali, d'origine indo-trinadienne et de Sonia Ali, d'origine afro-panaméenne. Elle étudie à l'Université Harvard où elle obtient en 2002 un baccalauréat en études afro-américaines et politique,.
Elle commence sa carrière cinématographique à l'âge de 6 ans dans la série Sesame Street,. Elle apparait en 1987 dans le clip d'introduction du spectacle Raw d'Eddie Murphy où elle chante Why Do Fools Fall in Love. Ali est notamment connue pour le rôle d'Ashley Banks dans Le Prince de Bel-Air, série des années 1990 avec Will Smith, et a ensuite tenu le rôle de Roxanne dans la série Les Feux de l'amour de 2007 à 2013.
En 1998, elle sort son premier single Daydreamin et l'album Kiss The Sky, en collaboration avec Will Smith,.
Elle est l'une des porte-paroles de Barack Obama lors de l'élection présidentielle  de 2008,,.

### Vie privée
Le 17 juillet 2016, à Beverly Hills, elle se marie avec Vaughn Rasberry, rencontré en 2015 sur un site de rencontre. Le couple a eu un premier fils, né le 16 septembre 2016  et un second fils, né le 15 août 2019,.

## Filmographie

### Cinéma
- 1987 : Eddie Murphy Raw : la sœur d'Eddie (sketch)
- 1988 : Crocodile Dundee 2 : Park Girl
- 1997 : Fakin' Da Funk
- 1997 : Le Collectionneur (Kiss the Girls) : Janell Cross
- 1998 : Le Clown de l'horreur (The Clown at Midnight) de Jean Pellerin : Monica
- 1999 : Jawbreaker : Brenda Chad
- 2000 : Aniki, mon frère (Brother) : Latifa
- 2001 : The Brothers : Cherie Smith
- 2003 : National Lampoon Presents Dorm Daze : Claire
- 2004 : Nora's Hair Salon (en) : Lilleana
- 2005 : Domino One : Laeticia Richards
- 2006 : Les Chemins du triomphe (Glory Road) : Tina
- 2008 : Hotel California (en) : Jessie
- 2008 : Nora's Hair Salon 2: A Cut Above (en) : Lilliana
- 2012 : Home Again (en) : Marva Johnson
- 2015 : November Rule : Leah

### Télévision

#### Séries télévisées
- 1984-1997 : Sesame Street : Tatyana (9 épisodes)
- 1989 : A Man Called Hawk : Michelle (saison 1, épisode 13)
- 1990 : Cosby Show (The Cosby Show) : Amie de Rudy (saison 6, épisode 7)
- 1990-1996 : Le Prince de Bel-Air (The Fresh Prince of Bel-Air) : Ashley Banks
- 1993 : Getting By : Vanessa / Nicole Alexander (épisodes 1x03 / 2x01)
- 1994 : Fais-moi peur ! (Are You Afraid of the Dark?) : Laura Turner / Connie Turner (saison 3, épisode 11)
- 1995 : In the House : Ashley Banks (saison 2, épisode 1)
- 1996 : Living Single : Stephanie James (saison 3, épisode 25)
- 1997 : 413 Hope Street : Kai (saison 1, épisode 5)
- 2002 : Fastlane : Shelly (saison 1, épisode 2)
- 2003 : Half & Half : Olivia (saison 1, épisode 13)
- 2007-2013 : Les Feux de l'amour (The Young and the Restless) : Roxanne (53 épisodes)
- 2009-2010 : Buppies : Quinci
- 2013 : Second Generation Wayans : Maya
- 2010-2014 : Love That Girl! (en) : Tyana Jones (saisons 1 à 3)
- 2015 : Key and Peele : Heresa (saison 5, épisode 8)
- 2016 : Zoe Ever After : Ashley King (saison 1, épisodes 6 et 7)
- 2017 : American Koko : N'Shay
- 2018 : Hollywood Darlings (saison 2, épisode 8) : Tatyana (saison 2, épisode 5)
- 2018 : The Bobby Brown Story : mère de Jimmy (saison 1, épisode 1)
- 2018 : Olive Forever : Alison
- 2024 : Abbott Elementary : Crystal (saison 3, épisode 8)

#### Téléfilms
- 1996 : Kidz in the Wood (en) de Neal Israel : Rita
- 1996 : La falaise maudite (Fall Into Darkness) de Mark Sobel : Sharon McKay
- 2013 : Mon Père Noël secret (Dear Secret Santa) de Peter Sullivan : Jennifer
- 2014 : The Divorce de Donald Welch : Victoria
- 2015 : L'Homme à tout faire (Fatal Flip) de Maureen Bharoocha : Roslyn
- 2016 : Second Sight de Michael M. Scott : Clara
- 2017 : Des parents inquiétants (Nanny's Nightmare) de Jake Helgren : Monica Thorne
- 2017 : Un Noël en cadeau (Wrapped up in Christmas) de Peter Sullivan : Heather Nash
- 2018 : Un Noël qui répare les blessures (Christmas Everlasting) de Ron Oliver : Lucy
- 2018 : Noël à l'unisson (Jingle Belle) de Peter Sullivan : Belle Williams
- 2019 : Etudiante le Jour, Escort la Nuit (College Dating App) de David Langlois : Professeur Savoy
- 2019 : Bienvenue à l'hôtel de Noël (Christmas Hotel) de Marla Sokoloff : Erin

#### Emissions de télévision
- 1993 : Name Your Adventure : co-animatrice

### Autres
- 1988 : Wow, You're a Cartoonist! (vidéo) : Child cartoonist
- 2005 : Back in the Day (vidéo) : Alicia Packer
- 2008 : Yes We Can (clip vidéo) : apparition

## Discographie
En 1998, elle s'essaye à la chanson avec le hit Boy You Knock Me Out (avec un featuring de Will Smith), qui sort sur l'album Kiss the Sky.
Elle sort ensuite un EP, Hello, en 2014.

## Récompenses
- 2011 : Ali a reçu le Living Legacy Award par Caribbean Heritage Organization à Los Angeles[13].